# Choe Ryong-hae

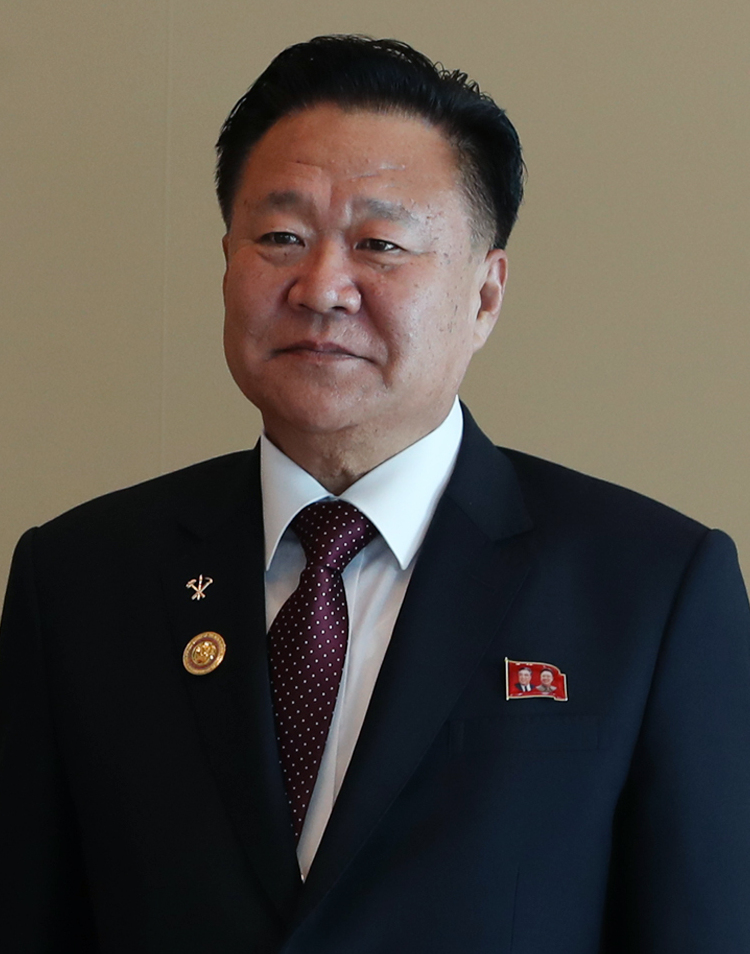
Choe Ryong-hae beim 18. Gipfel der Bewegung der Blockfreien Staaten in Baku (2019)

Choe Ryong-hae (* 15. Januar 1950 in Sinch'ŏn-gun, Hwanghae-namdo) ist das offizielle Staatsoberhaupt Nordkoreas. Er ist Mitglied der Partei der Arbeit Koreas (PdAK), Vizemarschall der Koreanischen Volksarmee (KVA), Leiter der Politischen Hauptverwaltung der KVA, Mitglied des Präsidiums des Politbüros des Zentralkomitees (ZK) der PdAK sowie Mitglied des Komitees für Staatsangelegenheiten der DVRK. Als Leiter der Politischen Hauptverwaltung der KVA ist er verantwortlich für die politische Leitung der Streitkräfte in Bezug auf personelle Entscheidungen, Überwachung und Führung sowie für deren politische Bildung und kulturelle Aktivitäten. Als Angehöriger der zweiten Generation nordkoreanischer Politiker kannte er Kim Jong-il mehr als 50 Jahre lang und hatte zahlreiche politische und soziale Verbindungen zu führenden Politikern des Landes wie Kim Kyŏng-hŭi und deren Ehemann Chang Sung-taek. In den 1980er und 1990er Jahren spielte er eine führende Rolle bei der Festigung der Nachfolgerolle Kim Jong-ils, dem Aufbau von dessen politischer Unterstützung sowie als Vorsitzender des Sozialistischen Jugendverbandes „Kim Il-sung“.

## Leben

### Vorsitzender des Jugendverbandes und Erster Parteisekretär der Provinz Hwanghae-pukto
Choe Ryong-hae ist ein Sohn von Choe Hyon, der Ende der 1930er-Jahre unter Kim Il-sung in der 88. Brigade diente sowie von Dezember 1968 bis Mai 1976 Minister für die Volksstreitkräfte und Vize-Vorsitzender der Nationalen Verteidigungskommission war. Nach dem Besuch der Revolutionären Schule von Mangyŏngdae, einer Eliteschule für die Kinder von verstorbenen Revolutionskämpfern sowie Spitzenpolitikern und hohen Militärangehörigen, begann er ein Studium an der Kim-Il-sung-Universität. Nach dem Abschluss verblieb er an der Kim-Il-sung-Universität und arbeitete dort als Parteiinstrukteur.
1980 wechselte Choe zum Sozialistischen Jugendverbandes „Kim Il-sung“ und war dort zunächst Direktor des kulturellen Austauschprogramms, bevor er 1981 Vize-Vorsitzender des Jugendverbandes wurde. In diesen Funktionen unternahm er Reisen in die Volksrepublik China, Sowjetunion, Japan, Libyen und Griechenland. 1986 wurde er schließlich Vorsitzender des Sozialistischen Jugendverbandes „Kim Il-sung“ und auch Mitglied des ZK der PdAK. Darüber hinaus wurde er Deputierter der Obersten Volksversammlung und Mitglied von deren Präsidium.
Choe übernahm zu Beginn der 1990er-Jahre auch Funktionen in Sportverbänden und wurde so 1990 Vorsitzender des nordkoreanischen Fußballverbandes sowie 1991 Vorsitzender des Taekwondo-Jugendverbandes. Nachdem es zu Beginn zu dieser Zeit zur Zusammenlegung von Jugendverbänden gekommen war und die Verwaltungshierarchie verändert wurde, wurde er Erster Sekretär des ZK des Sozialistischen Jugendverbandes „Kim Il-sung“ und bekleidete diese Funktion, bis er 1998 aus gesundheitlichen Gründen entlassen wurde.
In der Folgezeit diente Choe Ryong-hae als stellvertretender Leiter der ZK-Abteilung für Allgemeine Angelegenheiten und dann zwischen 2006 und 2010 als Erster Sekretär der PdAK der Provinz Hwanghae-pukto. Nach der Wahl von Chang Sung-taek zum Vize-Vorsitzenden der Nationalen Verteidigungskommission im Juni 2010 wurden drei Verwaltungsbezirke Pjöngjangs der Provinz Hwanghae-pukto zugeordnet, so dass seine Stellung als Parteichef der Provinz an Bedeutung gewann. Kurz darauf gehörte er neben Chang Sung-taek im August 2010 zu der Delegation, die Kim Jong-Il auf dessen Staatsbesuch in die Volksrepublik China begleiteten.

### Vizemarschall und Leiter der Politischen Hauptabteilung der Volksarmee
Am 28. September 2010 wurde Choe Ryong-hae im Rahmen der Feierlichkeiten zum 65. Gründungstag der Partei der Arbeit Koreas auf der Parteikonferenz der Partei der Arbeit Koreas zum Armeegeneral der Koreanischen Volksarmee befördert. Auf der 3. Parteikonferenz der PdAK erfolgte daraufhin seine Berufung zum Mitglied des Sekretariats des ZK, zum Kandidaten des Politbüros des ZK sowie Mitglied des Zentralen Militärkomitees des ZK.
Im April 2012 wurde Choe zum Vizemarschall befördert und unmittelbar darauf auf der 4. Parteikonferenz der PdAK zum Mitglied des Präsidiums des Politbüros sowie zum Vize-Vorsitzenden des Zentralen Militärkomitees des ZK gewählt. Nach dem Ende der Parteikonferenz berichteten staatliche Medien ferner, dass er zum Leiter der Politischen Hauptabteilung der Koreanischen Volksarmee ernannt worden war. Diese Position war seit dem Tod von Vizemarschall Jo Myong-rok am 6. November 2010 unbesetzt.
Auf der fünften Sitzung der 12. Obersten Volksversammlung am 13. April 2012 wurde Choe Ryong-hae schließlich zum Mitglied der Nationalen Verteidigungskommission gewählt.
Erstmals seit dem Amtsantritt von Kim Jong-un im Jahr 2010 trafen während der Nordkorea-Krise am 22. Mai 2013 in Peking mit Choe Ryong-hae und dem Direktor der internationalen Abteilung des chinesischen Zentralkomitees, Wang Jiarui, hochrangige Regierungsvertreter beider Staaten zusammen.
In einem Bericht der amtlichen Nachrichtenagentur KCNA zu den offiziellen Feiern zum 1. Mai 2014 wurde der Parteifunktionär Hwang Pyong So als Leiter des Politbüros der Koreanischen Volksarmee genannt – und nicht mehr Choe Ryong Hae.
Im April 2019 wurde Choe als Nachfolger von Kim Yŏng-nam zum Vorsitzenden des Präsidiums der Obersten Volksversammlung der DVRK gewählt und ist somit protokollarisches Staatsoberhaupt des Landes.